# Понте Мелліні
Понте Мелліні (італ. Ponte Mellini) — село (італ. curazia), що знаходиться у Сан-Марино. Належить до муніципалітету Серравалле.